# Guatteria richardii
Guatteria richardii este o specie de plante angiosperme din genul Guatteria, familia Annonaceae, descrisă de Robert Elias Fries. Conform Catalogue of Life specia Guatteria richardii nu are subspecii cunoscute.